# Komisja Spraw Zagranicznych i Unii Europejskiej
Komisja Spraw Zagranicznych i Unii Europejskiej – stała senacka komisja utworzona w IX kadencji z wcześniejszej Komisji Spraw Zagranicznych i Komisji Spraw Unii Europejskiej. Przedmiotem działania komisji są polityka zagraniczna państwa, kontakty międzyparlamentarne i międzynarodowe stosunki gospodarcze, funkcjonowanie Unii Europejskiej oraz członkostwo w niej Rzeczypospolitej Polskiej, opiniowanie dokumentów przedkładanych Marszałkowi Senatu w sprawach związanych z członkostwem Rzeczypospolitej Polskiej w Unii Europejskiej, rozpatrywanie inicjatyw uchwałodawczych Senatu w sprawach związanych z członkostwem Rzeczypospolitej Polskiej w Unii Europejskiej, zajmowanie stanowisk i wyrażanie opinii na temat projektów umów międzynarodowych, których stroną mają być Unia Europejska, Europejska Wspólnota Energii Atomowej lub ich państwa członkowskie, oraz planów pracy Rady Unii Europejskiej, rocznych planów legislacyjnych Komisji Europejskiej, rozpatrywanie informacji i innych dokumentów przedkładanych przez Radę Ministrów oraz organy Unii Europejskiej. Na początku XI kadencji utworzono ponownie odrębne komisje: Spraw Unii Europejskiej oraz Spraw Zagranicznych. 

## Prezydium komisji Senatu X kadencji
- Bogdan Klich (KO) – przewodniczący,
- Włodzimierz Bernacki (PiS) – zastępca przewodniczącego,
- Marcin Bosacki (KO) – zastępca przewodniczącego,
- Danuta Jazłowiecka (KO) – zastępca przewodniczącego[3].

## Prezydium komisji Senatu IX kadencji
- Marek Rocki (PO-KO) – zastępca przewodniczącego,
- Ryszard Majer (PiS) – zastępca przewodniczącego,
- Jarosław Obremski (PiS) – zastępca przewodniczącego,
- Waldemar Sługocki (PO-KO) – zastępca przewodniczącego,
- Marek Pęk (PiS) – zastępca przewodniczącego (do 02.08.2019),
- Jan Dobrzyński (PiS) – zastępca przewodniczącego (do 07.06.2018)[4].